# Leonid Kučma
Leonid Danilovič Kučma, ukrajinski politik, * 9. avgust 1938 Chaikyne, Ukrajina, Sovjetska zveza. 
Kučma je bil od 19. julija 1994 do 23. januarja 2005 drugi predsednik neodvisne Ukrajine. Po uspešni karieri v strojniški industriji Sovjetske zveze je Kučma začel svojo politično pot leta 1990, ko je bil izvoljen v Vrhovno rade (predsednika ukrajinskega parlamenta); bil je ponovno izvoljen leta 1994. Od oktobra 1992 do septembra 1993 je bil ukrajinski predsednik.
Kučma je funkcijo prevzel po zmagi na predsedniških volitvah leta 1994 proti svojemu tekmecu, sedanjemu Leonidu Kravčuku. Kučma je leta 1999 na ponovnih volitvah zmagal za dodatnih pet let. Korupcija se je po volitvah Kučme leta 1994 pospešila, vendar je v letih 2000–2001 njegova moč začela slabeti zaradi izpostavljenosti v medijih. Ukrajinsko gospodarstvo je še naprej upadalo do leta 1999, rast pa je bila zabeležena od leta 2000, kar je nekaterim segmentom mestnih prebivalcev prineslo relativno blaginjo. V času njegovega predsedovanja so se ukrajinsko-ruske vezi začele izboljševati.
Kot predsednik države se je Kučma na obletnico černobilske nesreče poklonil žrtvam katastrofe in bil decembra 2000 prisoten v Černobilski jedrski elektrarni, kjer je Kučma na slovesnosti osebno zaustavil reaktor 3, zadnji še obratujoči reaktor elektrarne. 
Med letoma 2014 in 2020 je bil Kučma posebni predsedniški predstavnik Ukrajine na poluradnih mirovnih pogajanjih glede potekajoče vojne v Donbasu.
Kučma je poročen z Ljudmilo Kučma, z njo ima eno hčerko, Oleno Pinčuk.